# (10245) Inselsberg
(10245) Inselsberg ist ein Asteroid des Hauptgürtels, der am 24. September 1960 von Cornelis Johannes van Houten, Ingrid van Houten-Groeneveld und Tom Gehrels am Palomar-Observatorium (IAU-Code 675) in Kalifornien entdeckt wurde.
Er wurde am 1. Mai 2003 nach dem Inselsberg benannt, einem Gipfel des Thüringer Waldes.